# Chemins croisés (Reverdy)
Chemins croisés est une œuvre de musique de chambre de la compositrice française Michèle Reverdy, écrite en 1996.

## Contexte et création
Michèle Reverdy compose Chemins croisés pour saxophone alto et percussions en 1996 à la demande de Claude Delangle. L'œuvre est créée le 13 décembre 1997 à Milan par le commanditaire et Jean Geoffroy.